# حقن غير مباشر
يحدث الحقن غير المباشر في محركات الاحتراق الداخلي حيث لا يتم حقن الوقود مباشرة داخل غرفة الاحتراق.
محركات البنزين عادة ما يتم تزويدها بأنظمة حقن غير مباشر، حيث يتم توصيل الوقود فيها بواسطة حاقن الوقود في بعض المناطق قبل صمام السحب.
بينما في محركات الديزل يتم الحقن غير المباشر للوقود داخل غرفة ثانوية لغرفة الاحتراق الرئيسية تسمي بالغرفة الثانوية حيث يبدأ فيها الاشتعال وينتشر الاحتراق بداخل غرفة الاحتراق الرئيسية.
ويتم تصميم غرفة الاحتراق الثانوية بحرص لضمان خلط جيد للوقود المرذذ (المفتت) مع الهواء المضغوط المسخن.

## نظرة عامة
الغرض من تقسيم غرفة الاحتراق هو جعل إجراء الاحتراق يتم بسرعة أكبر بغرض زيادة القدرة الناتجة من المحرك بزيادة سرعة المحرك.
كما أن إضافة غرفة احتراق ثانوية يزيد من فقدان الحرارة لنظام التبريد وبالتالي يقلل من كفاءة المحرك الكلية.ويتطلب المحرك شمعة احتراق لبدء الاحتراق.
يتحرك الهواء بسرعة في أنظمة الحقن غير المباشر أثناء خلطه مع الهواء هذا ما يجعل الحاقن ذو تصميم بسيط ويسهل إستخدامه في محركات أصغر حجمًا وأقل في السماحية مما يجعل من السهل تصميمها وتجعلها واقعية أكثر.
علي النقيض، فإن الحقن المباشر للوقود يستخدم هواء ذو سرعة أقل وسرعة أكبر للوقود ونتيجة لذلك فأن تصميم الحاقن وتصنيعه تكونان عمليتان صعبتان.
كما أن التحكم في كمية الهواء المتوجهة لداخل الاسطوانة يكون أصعب بكثير من أن نقوم بوضع غرفة احتراق ثانوية.
لذلك فإن هناك تكامل كبير بين تصميم الحاقن والمحرك بشكل عام.ولهذا السبب فإن محركات الديزل للسيارات تكون أغلبها ذات حقن غير مباشر للوقود حتي يتم توفير أنظمة محاكاة أفضل باستخدام تحليل ديناميكي لخليط الهواء والوقود يجعل من استخدام الحقن المباشر عمليًا أكثر.

## معرض صور
صور لرأس الاسطوانة لمحرك ديزل ذو حقن غير مباشر من شركة كوبوتا.

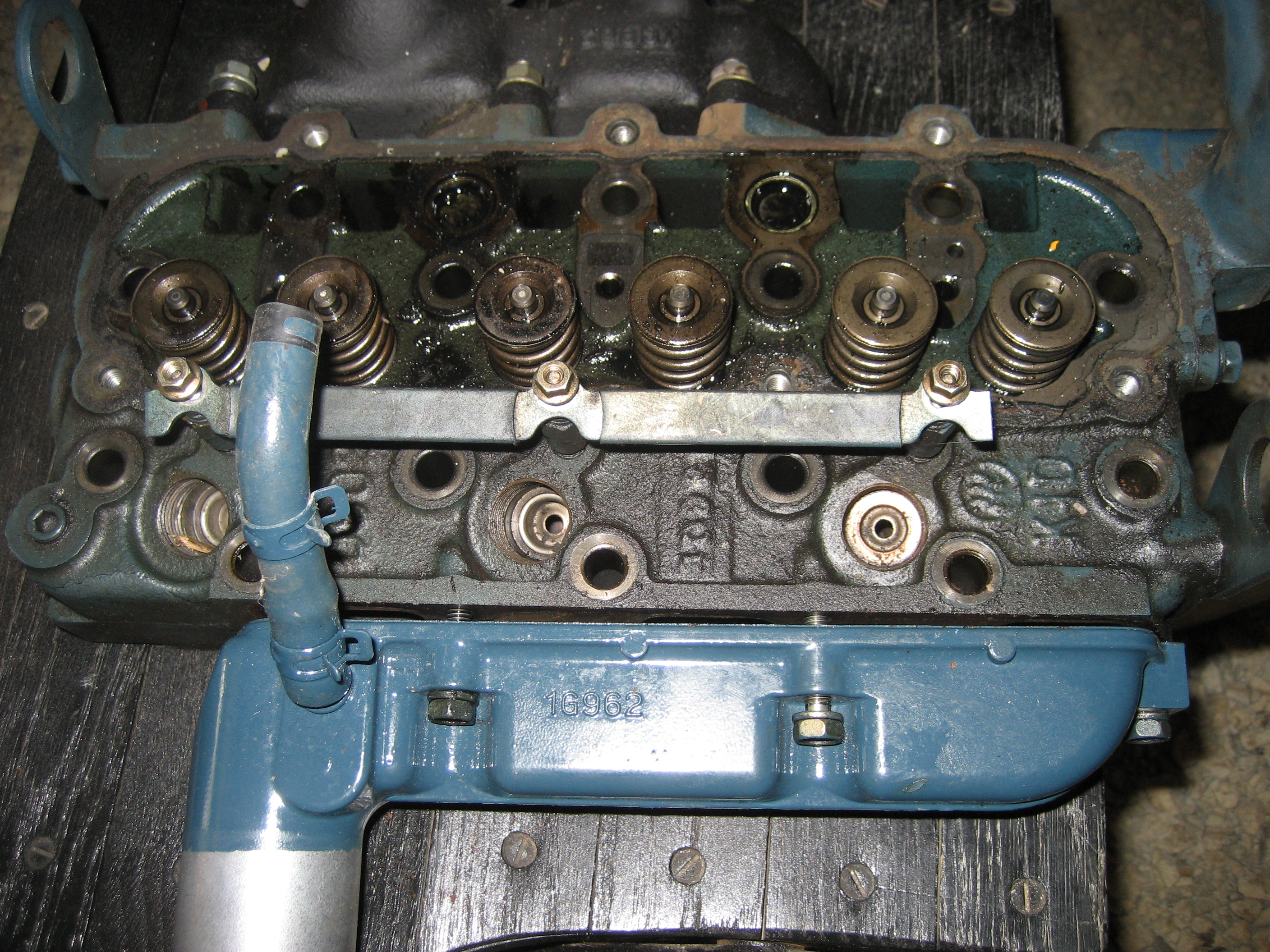
أعلي الرأس.
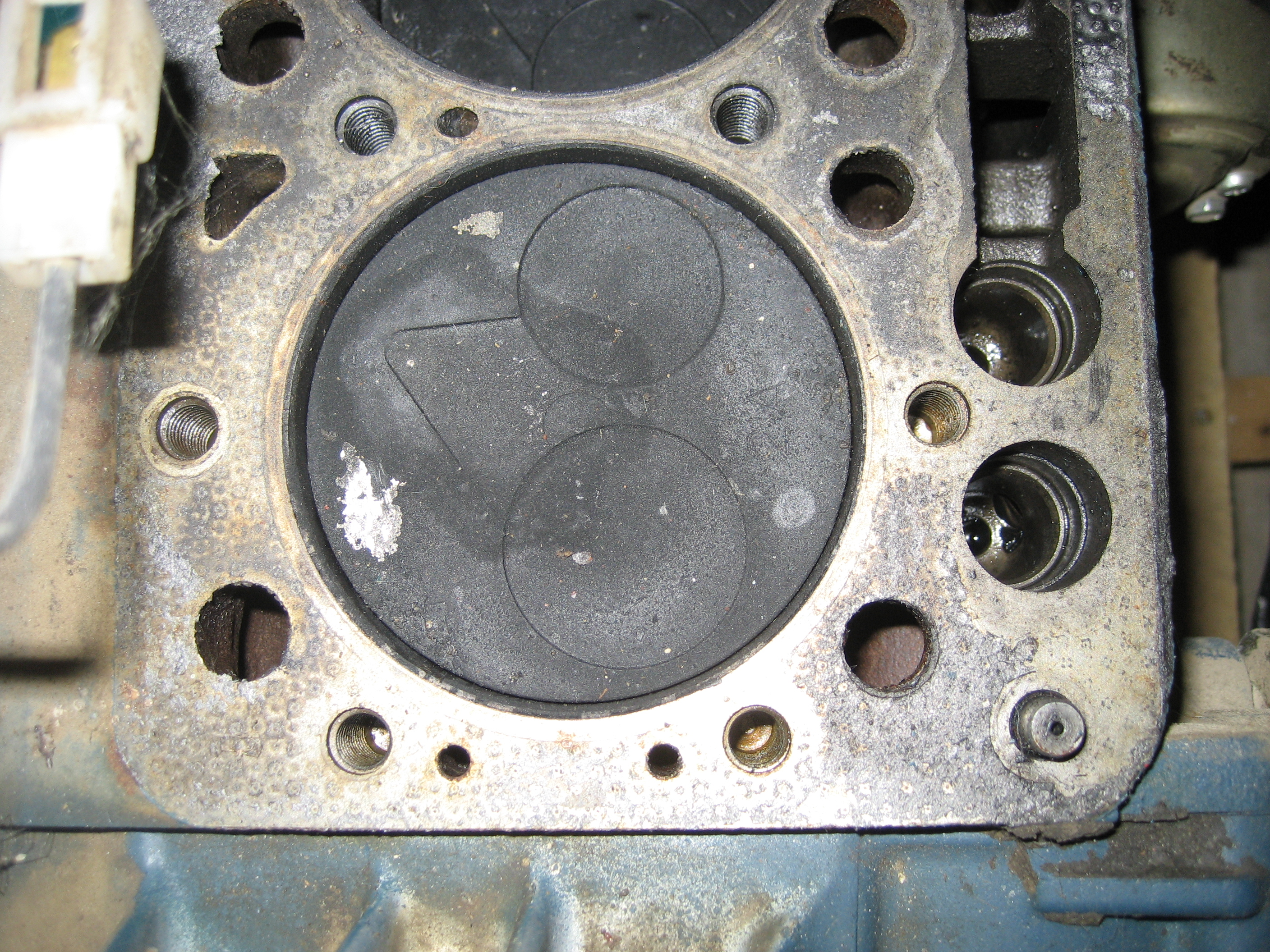
المكبس.
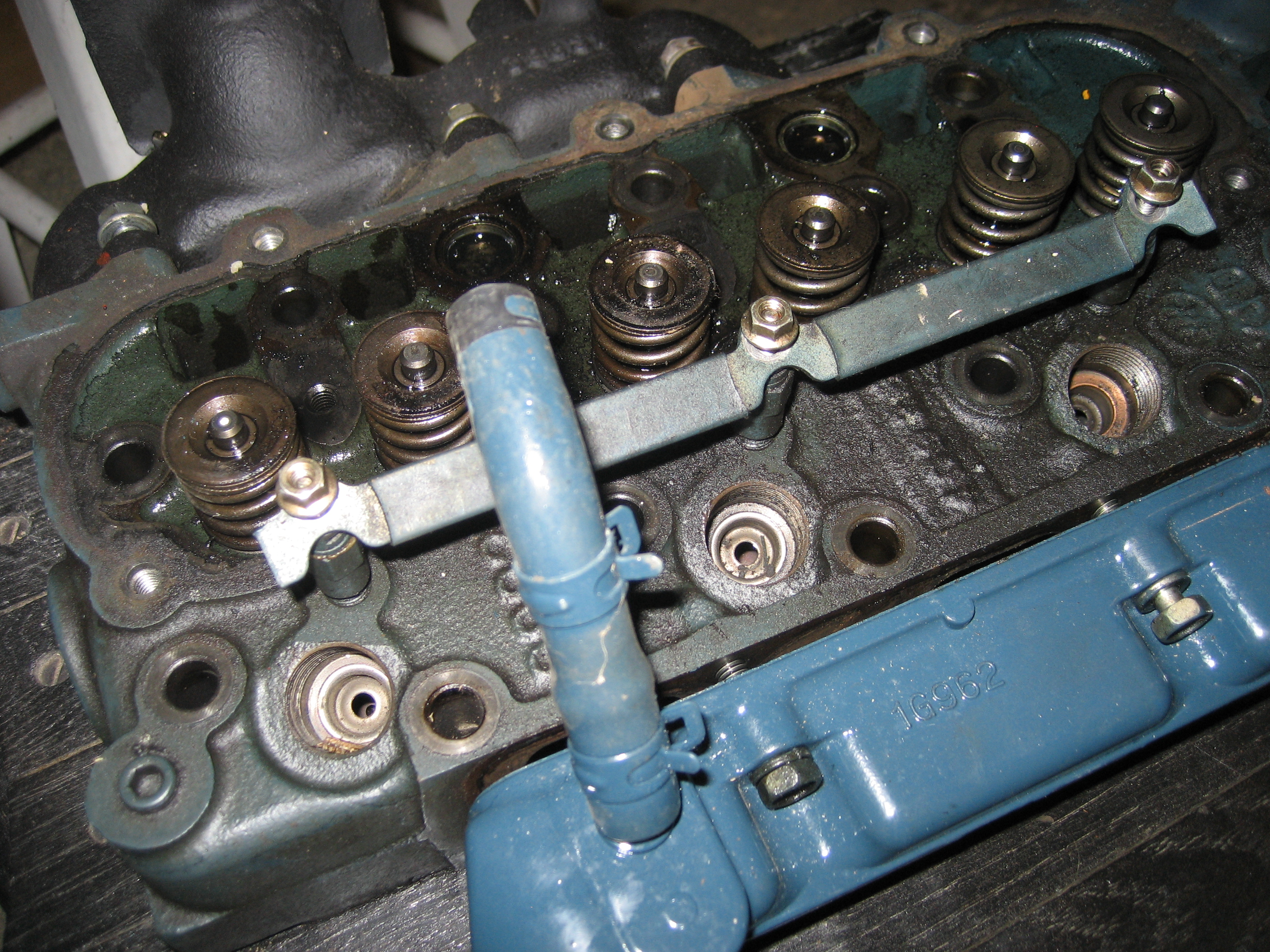
فتحات الحاقن.
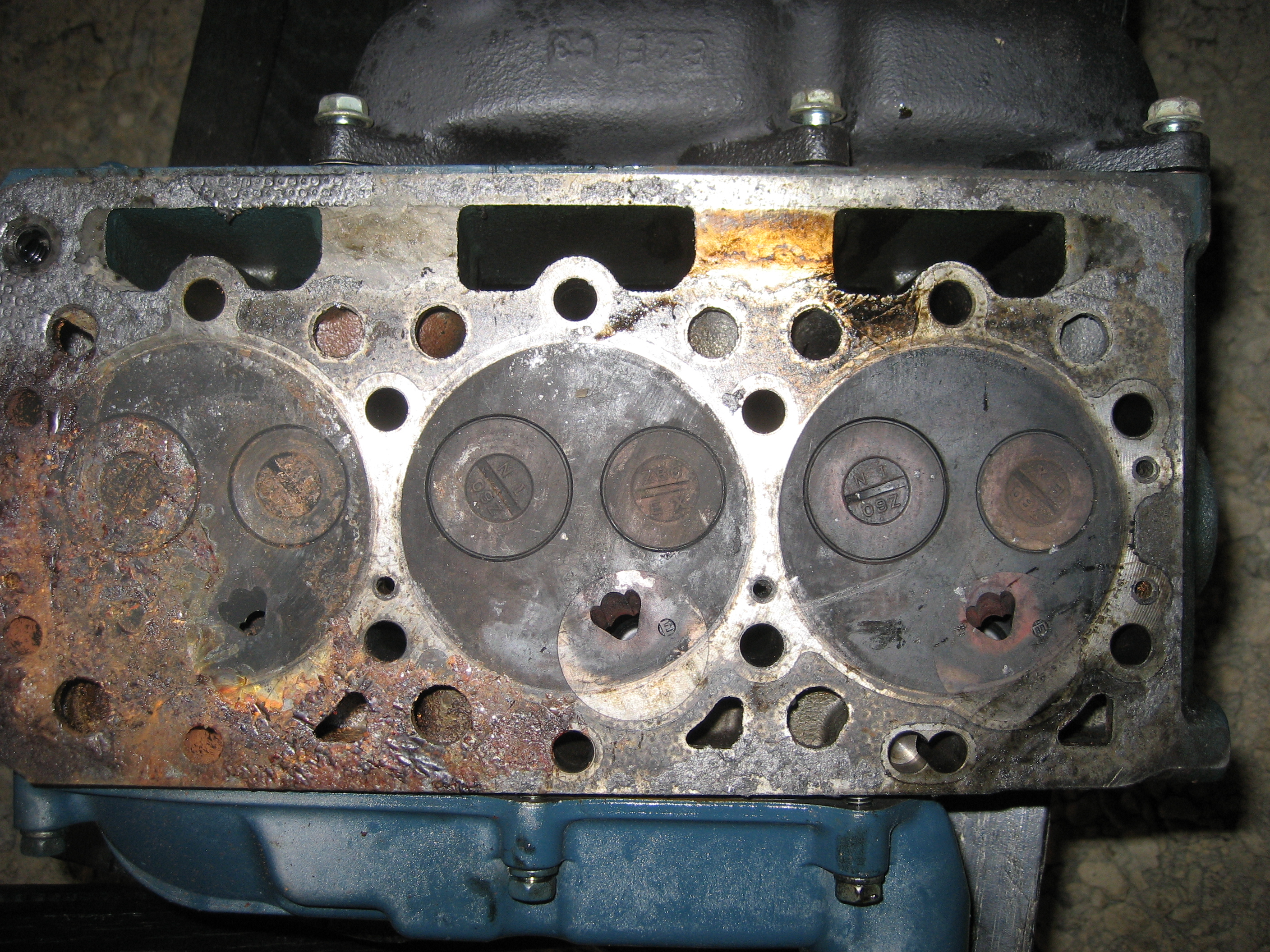
رأس الاسطوانة.
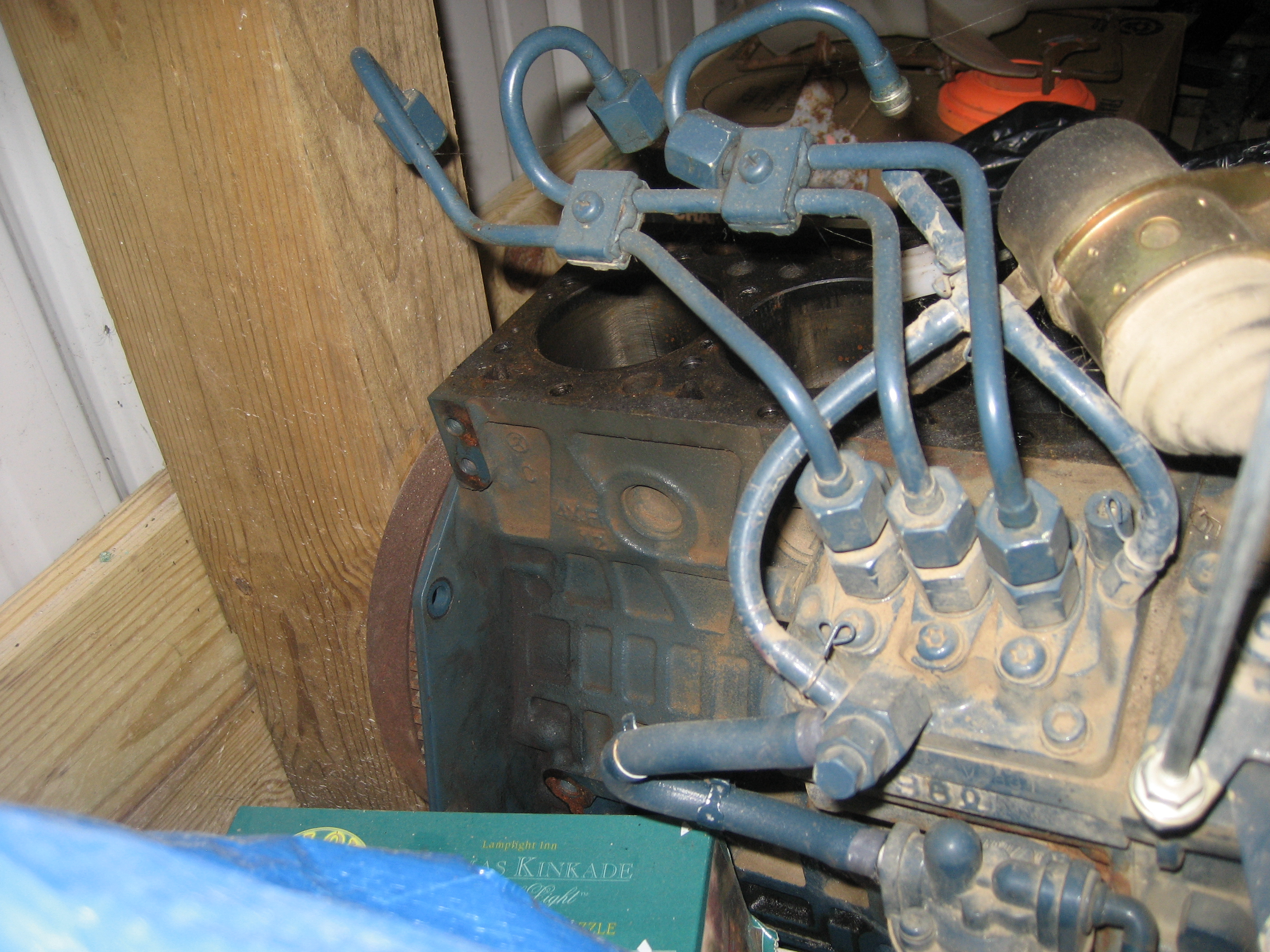
مضخة الحقن.
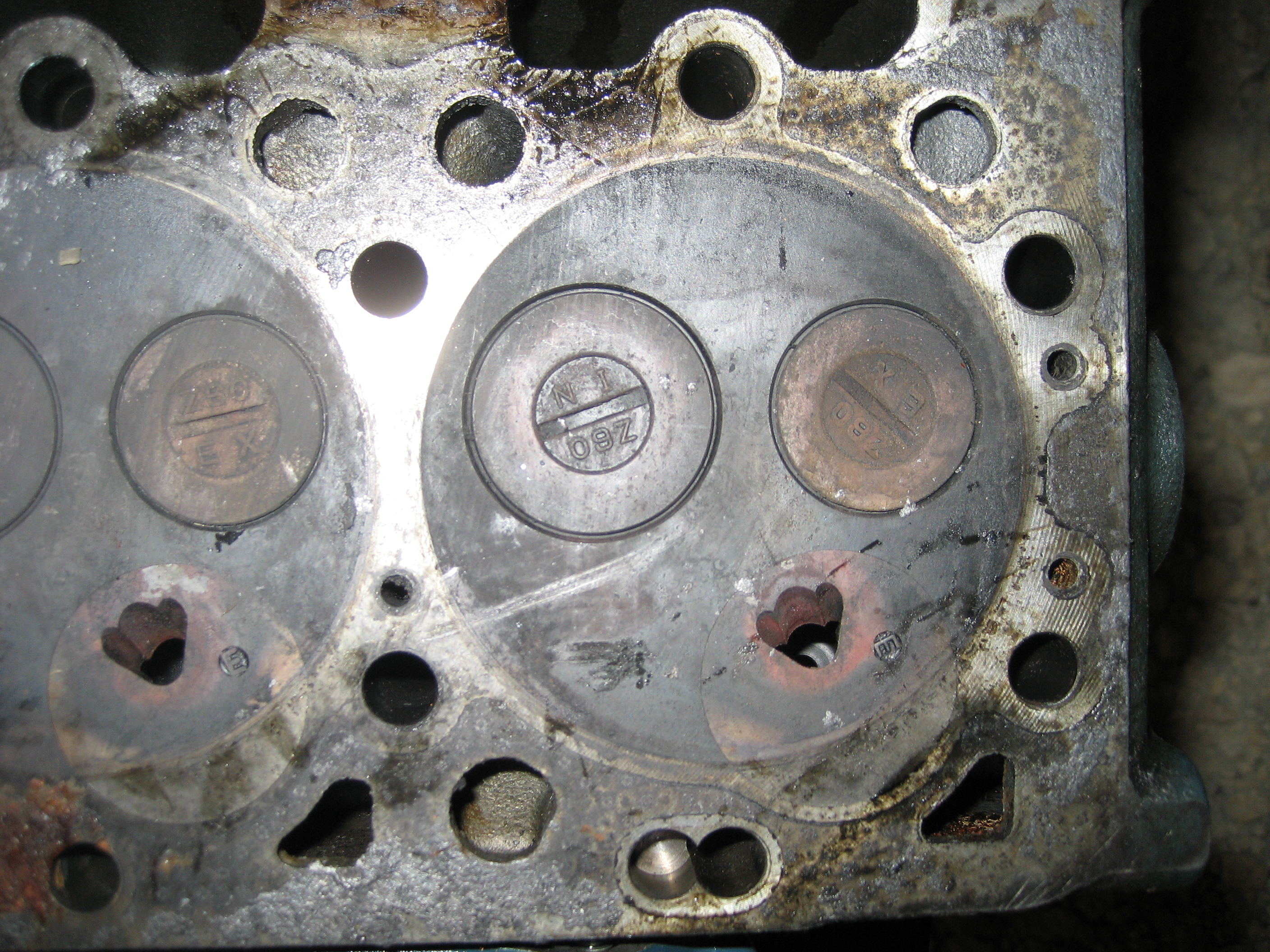
الرأس عن قرب.
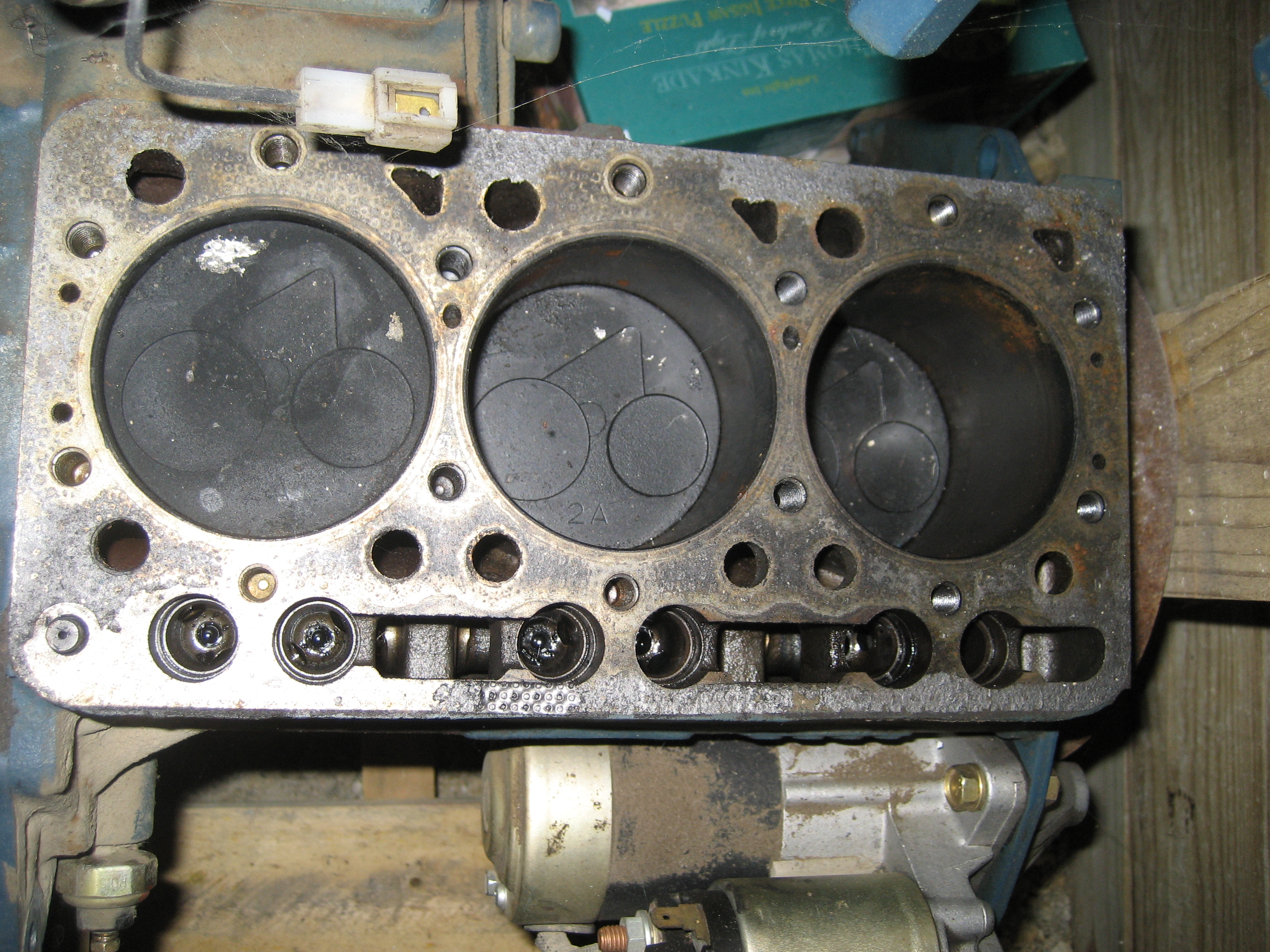
غرف الاحتراق.
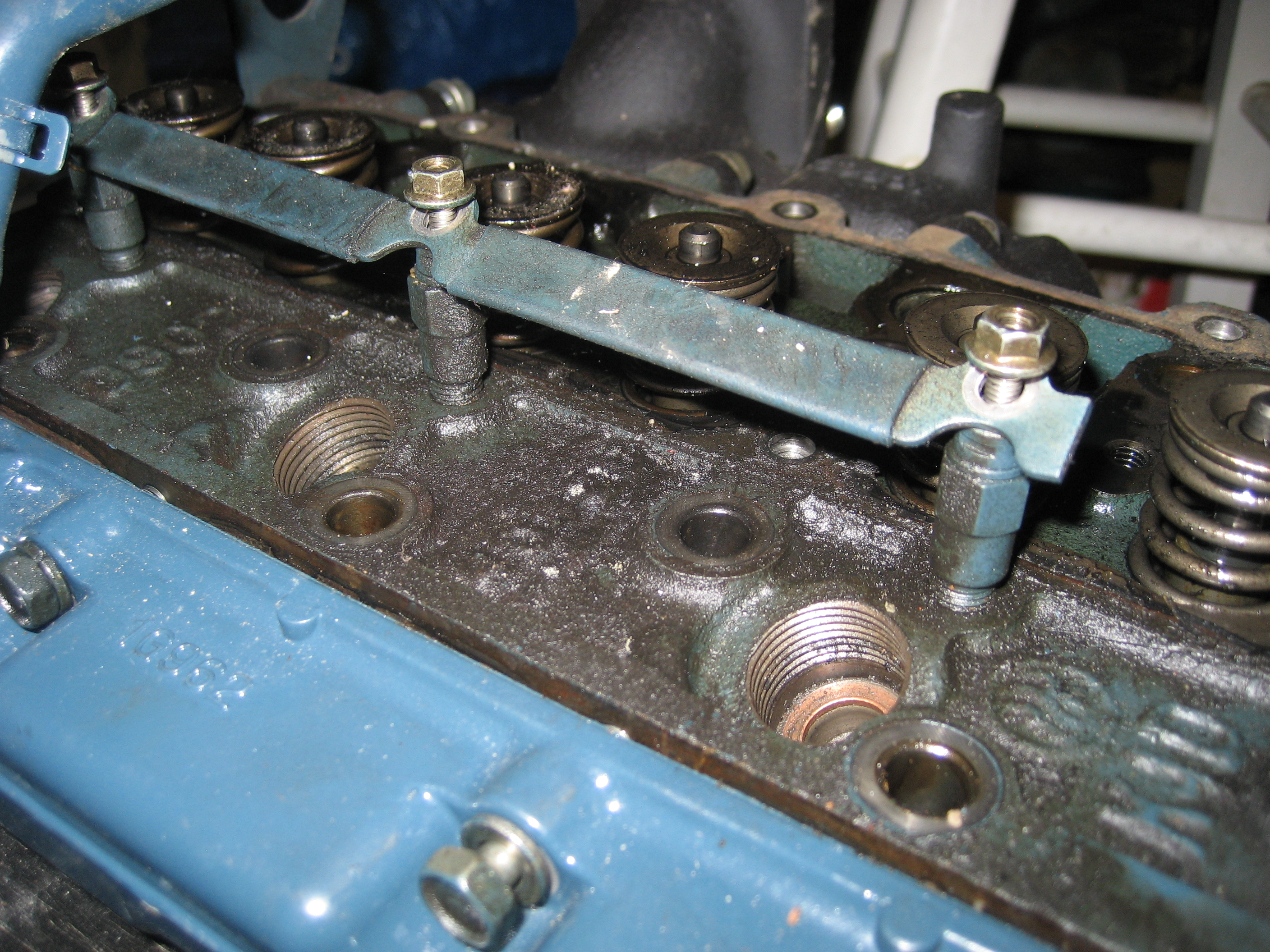
شمعات الاشعال.

## تصنيف غرف الاحتراق في أنظمة الحقن غير المباشر

### غُرفة دوامية
تتكون من غُرفة كروية تقع أعلي الاسطوانة ويتم فصلها عن الاسطوانة بحلق مماسي.
حوالي 50% من الهواء يدخل الغُرفة الدوامية خلال شوط الانضغاط في المحرك لينتج دوامة هوائية.
بعد الاحتراق يتم إعادة نواتج الاحتراق خلال نفس الحلق إلي الاسطوانة الرئيسية بسرعة أكبر لتفقد حرارتها الكبيرة ليتم الاستفادة منها فيما بعد.
هذا النوع من الغرف يتم وضعه في المحركات التي يكون من المهم التحكم في كمية الوقود واتزان المحرك أكثر من استهلاك الوقود، وتسمى بغرفة ريكاردو نسبة للعالم الانجليزى هاري ريكاردو.

### غُرفة ما قبل الاحتراق
تقع هذه الغرفة عند رأس الاسطوانة وتتصل بالاسطوانة بواسطة فتحات صغيرة، وتشغل حيز 40% من الحجم الكلي للاسطوانة.
خلال شوط الانضغاط يدخل الهواء من الاسطوانة الرئيسية إلي غرفة ما قبل الاحتراق، وفي تلك اللحظة يتم حقن الوقود في تلك الغرفة ويبدأ الاحتراق، بزيادة الضغط ويتم اجبار ذرات الوقود علي المرور داخل تلك الفتحات الضيقة لتدخل إلي الاسطوانة الرئيسية ليحدث خلط جيد بين الهواء والوقود، يحدث الاختراق بالكامل داخل الاسطوانة الرئيسية.
هذا النوع من الغرف يتعامل مع أنواع مختلفة للوقود بسبب ارتفاع درجة حرارة الغرفة الثانوية الذي يسبب تبخر للوقود قبل أن يحدث الاحتراق.

### غُرفة خلية الهواء
تتكون غرفة خلية الهواء غرفة صغيرة اسطوانية الشكل بفتحة وحيدة في إحدي نهايتها ويكون محورها موازي لمحور المكبس ويحقن الحاقن شحنته من الوقود لتمر عن طريق تجويف صغير بداخل الاسطوانة لتدخل من في نهاية خلية الهواء، والغرض من خلية الهواء هو تقليل التلامس الحراري بين الخليط ورأس المكبس.
عندما حقن الوقود يمر بخلية الهواء ليشتعل ويرجع الاشتعال للخلف ليكمل اشتعاله مع الوقود عند الحاقن، لتسبب حرارة واضطراب الاشتعال خلطًا و تبخر أفضل للوقود.
من الممكن اعتبار حقن خلية الهواء دمجًا بين الحقن المباشر والحقن غير المباشر لنجمع بين مزايا الاثنين معًا مع الإبقاء علي مزايا تصميم الحقن غير المباشر.
تُعرف غُرف خلايا الهواء بـ غُرف هواء لانوفا 

## مزايا الحقن غير المباشر
- استهلاك أقل للوقود.
- ضغط الحقن المطلوب يكون أقل بالتي تكلفة تصنيع الحاقن تكون أقل.
- الحقن غير المباشر أبسط في التصميم والتصنيع، لذلك ليس من المطلوب تطوير أكثر للحاقن وضغط الحقن يكون أقل (100 بار مقابل 345 بار للحقن غير المباشر)
- الاجهادات علي المكونات الداخلية تكون أقل.
- إمكانية الوصول لسرعات أكبر للمحرك بسبب استمرار الاحتراق في الغرفة الثانوية.

## العيوب
- انخفاض كفاءة الوقود بالمقارنة مع الحقن المباشر بسبب فقدان الحرارة الناتج عن المساحة الكبيرة ونقص الضغط الناتج عن حركة الهواء داخل التجوايف.
- يجب الاستعانة بشمعة احتراق لبدء الاشتعال في المحركات الباردة.
- بسبب تموضع الضغط والحرارة لعملية الاحتراق في نقطة معينة علي المكبس عند خروجها من الغرفة الثانوية تجعل من هذه المحركات غير مناسبة للقدرات النوعية العالية للمحركات بالمقارنة بالحقن المباشر في الديزل.

كما أن الزيادة في منطقة معينة فقط دون غيرها من سطح المكبس تسبب تمدد غير مقبول في المكبس والذي يمكن أن يؤدي لكسر المكبس أو تدميره بسبب الاستخدام غير اللائق.